# Cocobeach

Ecusson de la ville de Cocobeach

Cocobeach est une ville du Gabon, chef-lieu du département de la Noya dans la province de l'Estuaire.

## Situation géographique
La ville est située entre le fleuve Noya et l'océan Atlantique. Elle se situe au nord-ouest du Gabon et au sud de la Guinée équatoriale.

## Histoire

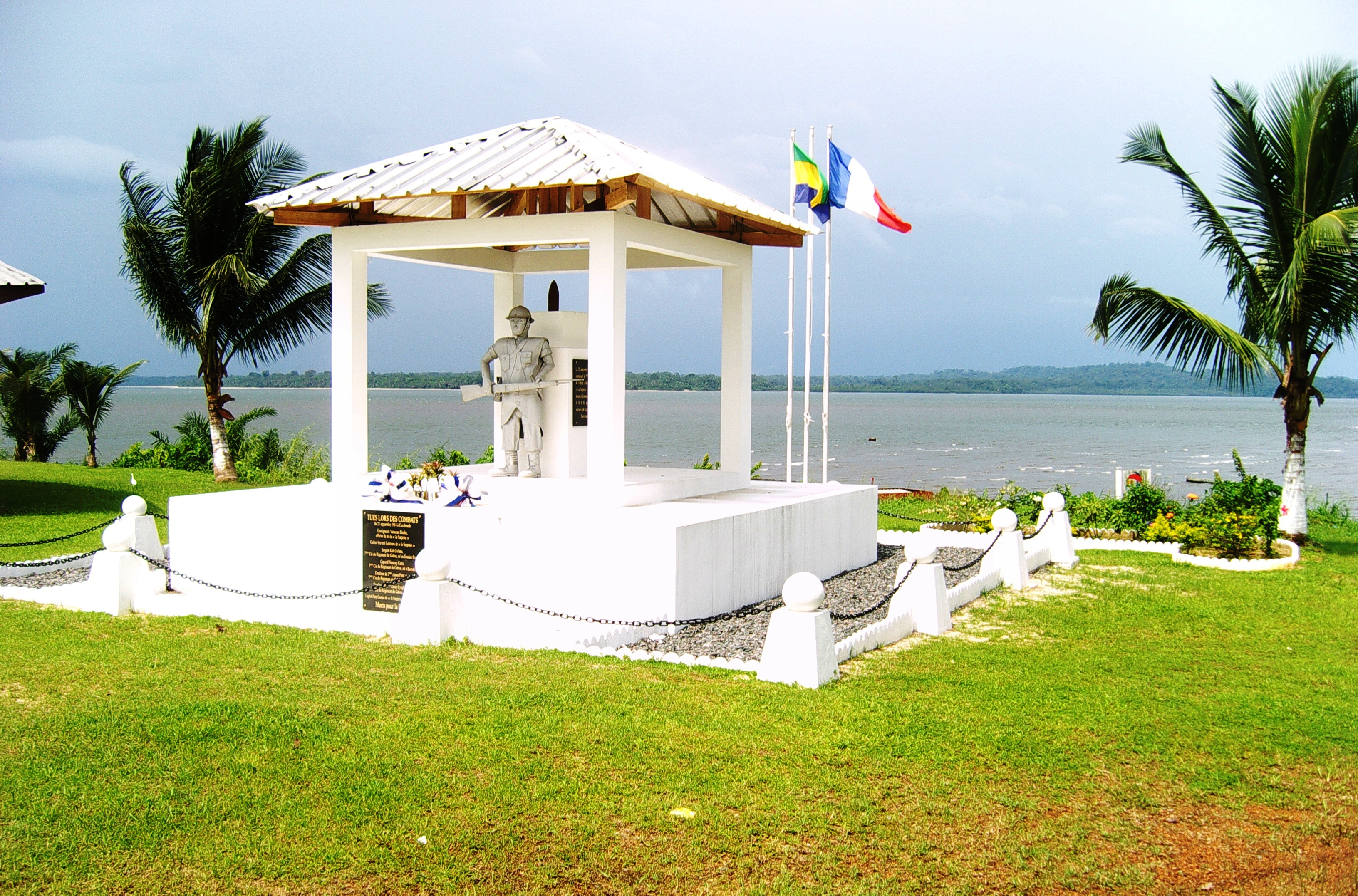
Monument aux Morts de Cocobeach au Gabon

Cocobeach, à l'origine Koko y Mibitch en langue Sékiani signifie tronc d'arbre. Son nom anglais (plage de Coco) témoigne que la présence européenne est très ancienne sur cette ville atlantique. Les Portugais sont les premiers à sillonner les côtes gabonaises suivis des Espagnols, des Hollandais, des Anglais et des Français qui colonisent le Gabon à partir de 1839.
Pour comprendre cette convoitise des puissances coloniales européennes il faut se référer à l'histoire des frontières du Rio Muni et de la Première Guerre mondiale au Gabon. C’est le traité du Prado entre le Portugal et l’Espagne (1778) qui cède à des fins uniquement commerciales, la côté d’Afrique entre l’actuel sud du Nigeria et l’actuel Port-Gentil au Gabon à l’Espagne. Ce traité du Prado a, bien sûr, été annulé par tous les autres traités ultérieurs au moment de la colonisation de cette partie de l’Afrique, notamment par le traité franco-espagnol de 1900 qui fixe les frontières entre colonies françaises et espagnoles puis le rattachement de la ville ainsi que nord du Gabon au Kamerun de l'Empire colonial allemand en 1910 qui la renomme Ukoko. La signature de la Convention de Bata du 12 septembre 1974 entre Omar Bongo du Gabon et Macias Nguema de Guinée équatoriale fixe toutes les frontières entre les deux pays.
Autre fait marquant de l'histoire de Cocobeach, la bataille du 21 septembre 1914 entre les troupes françaises et les forces de l'Empire allemand présente sur place depuis trois. Le 21 septembre 1914 à 5 heures, 205 tirailleurs, 13 sous-officiers et 2 officiers, composant la septième compagnie du Régiment du Gabon, commencent un débarquement de la canonnière la Surprise pour donner l'assaut a la petite garnison allemande retranchées à Cocobeach armée de deux mitrailleuses. Après de rudes combats, après un assaut déclenché à 12h30 cette bataille se solda par la victoire des troupes françaises à 16h45. Le bilan diverges selon les sources 10 morts côté allemand dont 5 européens et une dizaine de blessés selon le site Cocobeach, ou huit Allemands tués et trois ont été blessés et de nombreux miliciens tués. Côté français, on compte 8 morts, l'enseigne de vaisseau Blache, le gabier Leizour et le matelot sénégalais Fara Gomis - ces deux derniers à bord d'une chaloupe servant au débarquement -, ainsi que cinq tirailleurs. 
Un peloton de 80 hommes, appartenant à la 2ème compagnie, parti de Kango doit progresser à pied vers Cocobeach afin d’y prendre l’ennemi à revers. Attaqué, dispersé, il parviendra à établir la jonction le 5 octobre, décimé.
En 1920, un monument fut bâti en mémoire des soldats morts pour la France. Ce monument a été refait en 2008 par l'association Cocobeach 2008 présidée par Jean-Pierre Fourès, grâce à des fonds privés et inauguré le 11 novembre 2008 en présences d'officiels et militaires français et gabonais. Le précédent était à l'abandon ; en ruines, il était voué à la destruction du fait de la pression urbaine.
Léon Mébiame (1934-2015), ancien premier ministre entre 1975 et 1990, avait comme arrière-grand-père un tirailleur homonyme tué à Cocobeach en 1914.

## Politique

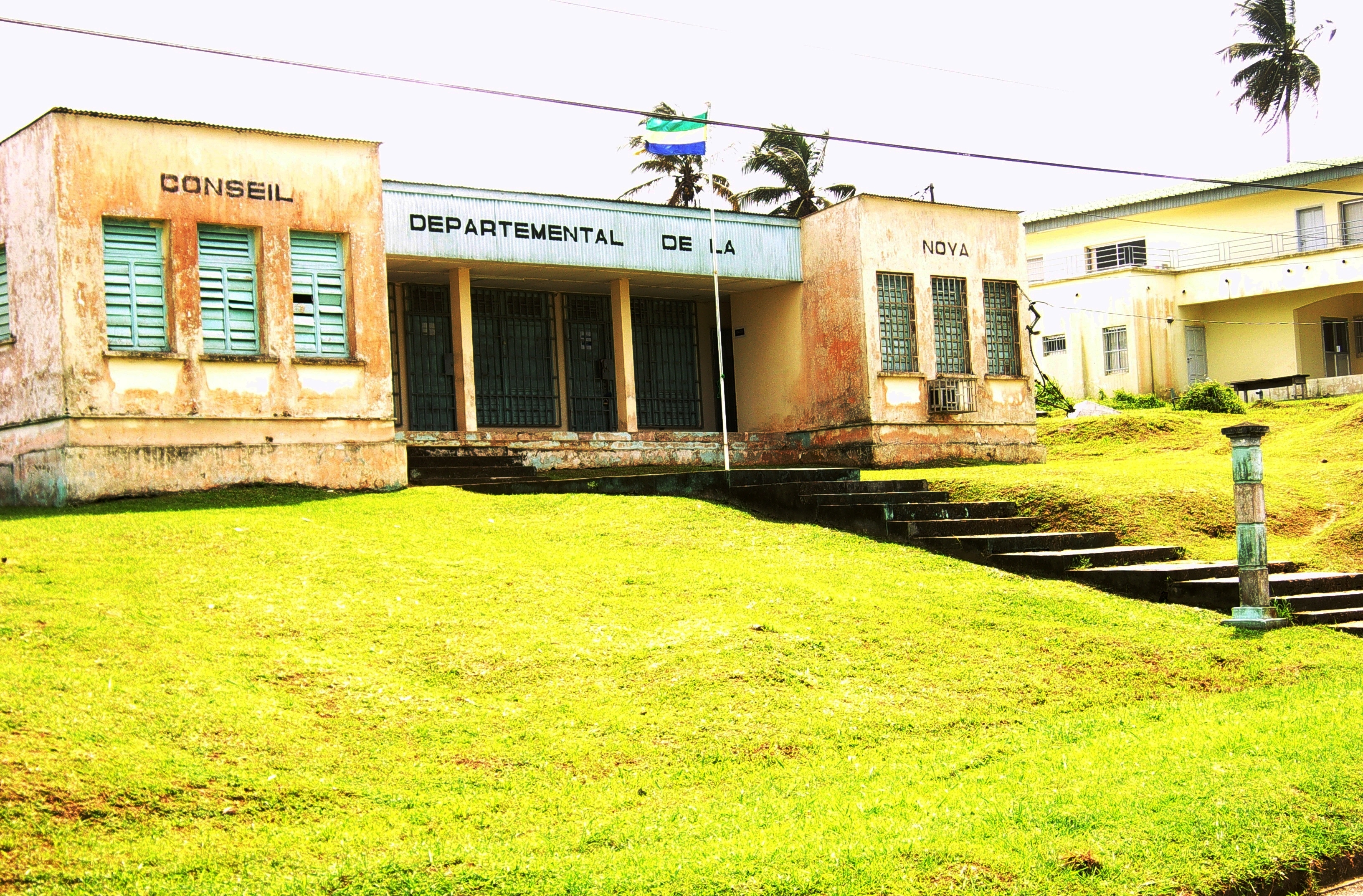
Bâtiment du conseil départemental.

C’est en 1996 que Cocobeach alors chef-lieu du département de la Noya a été érigé en commune rurale avec l’adoption de la loi organique no 15/96 du 6 juin 1996 relative à la décentralisation. Jean de Dieu Nguema Mba (PDG, Parti démocratique Gabonais), l'actuel maire est le troisième de la commune de Cocobeach. Il a été élu en mars 2008. Ses prédécesseurs furent Fidèle Angoué Mba (1997-2002) et Gervais Nzoghe (2002-2007). Le conseil départemental de la Noya est dirigé par François Nkoghe Obiang.
À l'assemblée nationale, le département de la Noya est représenté par deux députés : Michel Menga M'Essone (Muni Noya) pour le PDG et Jean Angoue Nguema (Océan Mondah) pour le RPG. Les prochaines élections législatives sont prévues pour 2011.
Au sénat c'est le sénateur Jean-Baptiste Mintsa pour le compte du PDG.

## Économie
L'économie de Cocobeach repose sur l'océan Atlantique. Par la pêche et par les échanges avec la Guinée équatoriale par les villes de Cogo et de Corisco.
L'exploitation du Bois a connu une forte croissance depuis quelques années. En plus des grandes entreprises forestières implantées, se développent de nombreuses coupes familiales. En attendant la construction du futur port de Cocobeach et la fin des travaux de la route Ntoum-Cocobeach, l'économie de la ville s'ouvre au tourisme de plage. Les nombreux villages de pêcheurs alimentent la ville d'une forte production de poissons.

## Culture éducation et sport
L'essentiel des activités culturelles et sportives se fait au Collège d'Enseignement Secondaire (CES) Pascal Nze Bie. La place des fêtes abrite un espace sportif notamment d'un stade de football. C'est surtout pendant la grande saison sèche (juillet-août) que Cocobeach connait son effervescence. La bibliothèque municipale et la Maison de la Femme sont des lieux d'activités culturelles importantes. À l'occasion des retraits de deuil des danses traditionnelles sont organisées. À cette période se tiennent aussi des tournois de football et des manifestations socio-culturelles. La plage reste enfin le lieu le plus fréquenté par la jeunesse de Cocobeach.

## Tourisme et environnement
La plage de Cocobeach en fait un lieu touristique fréquenté. Les îles Corisco, Mbanié, Conga, Cocotiers, Elobey et celles de Sao Tomé-et-Principe au large de Cocobeach enrichissent les opportunités touristiques de cette ville. À proximité de la Guinée équatoriale, Cocobeach offre l'occasion de visiter la ville de Cogo et son décor espagnol et sud-américain. La grotte aux chauves-souris est un autre lieu touristique. La bataille de Cocobeach est symbolisée par un monument aux morts. Le phare de Cocobeach, construit en 1950, situé en pleine forêt et en hauteur, donne une vue panoramique sur une côte à moitié insulaire.